# Cicurina paphlagoniae
Espèce
Cicurina paphlagoniae est une espèce d'araignées aranéomorphes de la famille des Cicurinidae.

## Distribution
Cette espèce est endémique de Turquie. Elle se rencontre dans les provinces de Sinop et de Kastamonu.

## Description
La femelle holotype mesure 5,75 mm.

## Systématique et taxinomie
Cette espèce a été décrite par Brignoli en 1978.

## Étymologie
Son nom d'espèce lui a été donné en référence au lieu de sa découverte, la Paphlagonie.

## Publication originale
- Brignoli, 1978 : « Ragni di Turchia V. Specie nuove o interessanti, cavernicole ed epigee, di varie famiglie (Araneae). » Revue Suisse de Zoologie, vol. 85, no 3, p. 461-541 (texte intégral).